# Ratauli
Ratauli (nep. रातौली) – gaun wikas samiti w środkowej części Nepalu w strefie Dźanakpur w dystrykcie Mahottari. Według nepalskiego spisu powszechnego z 2001 roku liczył on 943 gospodarstw domowych i 5405 mieszkańców (2554 kobiet i 2851 mężczyzn).